# Ousman Sima
Ousman Sima Fatty (Gerona, 30 de octubre de 2001) es un jugador de baloncesto español que pertenece a la plantilla del Club Baloncesto Ciudad de Ponferrada de la Segunda FEB. Con 1,98 metros de altura, juega en la posición de alero. Es hermano del también baloncestista Yankuba Sima.

## Trayectoria deportiva
Empezó a jugar a baloncesto en el Club Esportiu Santa Eugènia de Ter y luego fichó por las categorías inferiores del CB Sant Josep Girona, antes de ingresar en la Canarias Basketball Academy. Actualmente es un jugador con mucho potencial y con mucho futuro.
Desde 2019 a 2021, formó parte de la St. Patrick’s School.
El 5 de septiembre de 2021, regresa a España y firma por el Solgaleo Bosco Salesianos de la Liga EBA, vinculado del Club Ourense Baloncesto, donde firmó 8,8 puntos y 4,9 rebotes por partido. Ousman también debutaría con el primer equipo del Club Ourense Baloncesto en la LEB Plata.
El 23 de agosto de 2022, firma por el Basket Globalcaja Quintanar de la Liga EBA, vinculado al Albacete Basket.
En la temporada 2022-23, debutaría con el Albacete Basket en la LEB Oro.
En la temporada 2025-26, firma por el Club Baloncesto Ciudad de Ponferrada de la Segunda FEB.[cita requerida]